# Luca Cecconi
Luca Cecconi (Fucecchio, 24 gennaio 1964) è un allenatore di calcio ed ex calciatore italiano, di ruolo attaccante.

## Caratteristiche tecniche

### Giocatore
Giocava nel ruolo di ala sinistra.

## Carriera

### Giocatore
Cresciuto nella Fiorentina, dopo la vittoria del Torneo di Viareggio 1982 esordisce nello stesso anno in Serie A, disputando 2 partite. L'anno seguente i viola lo hanno girato in prestito in Serie B all'Empoli, dove ha disputato 33 partite e realizzato 5 gol. Nel 1984, terminato il prestito, è ritornato in Serie A con la Fiorentina che l'anno dopo lo ha ceduto, questa volta a titolo definitivo, all'Empoli, con cui ha ottenuto la promozione in Serie A (sia pure dopo i verdetti del giudice sportivo sul secondo calcioscommesse) e si è aggiudicato la classifica cannonieri della Coppa Italia 1985-1986.
Nel 1986 si è trasferito al Pisa, cun cui, anche grazie alle sue 10 reti ha guadagnato la promozione in Serie A. Dopo una stagione in A coi toscani è sceso di categoria per giocare con il Brescia.

Cecconi (accosciato, al centro) al Brescia nel 1988

Nel novembre del 1990 è passato al Catania in Serie C1 e l'anno seguente al Palermo in Serie B, con cui però è retrocesso nuovamente in C1. Dopo una stagione in C1 coi siciliani si è trasferito al Bologna e nel 1995 al Como, sempre in C1. È rimasto a Como fino all'aprile del 1998, quando il presidente del Como, Enrico Preziosi, nonostante i suoi 10 gol stagionali in 21 partite, lo licenzia per aver dichiarato che, continuando così, il Como sarebbe retrocesso.
Nell'estate del 1998 si è accordato con la Pistoiese, allora in C1, squadra in cui ha chiuso la carriera nel 1999, dopo aver disputato una sola partita di campionato.
In totale ha collezionato 33 partite in Serie A (9 con la Fiorentina e 24 con il Pisa), nelle quali ha segnato 4 reti (2 con i viola e altrettante con i neroazzurri), 153 in Serie B (65 con l'Empoli, 36 con il Pisa, 21 col Brescia e 31 col Palermo) e 195 in Serie C1.

### Allenatore
Dopo essersi ritirato dall'attività agonistica, Cecconi ha intrapreso la carriera di allenatore. Dal 1999 al 2003 ha guidato la Primavera dell'Empoli, con cui ha conquistato il Torneo di Viareggio 2000 e dove ha allenato, tra gli altri, Francesco Lodi e Alessandro Diamanti. Nella stagione 2003-2004 ha allenato la Primavera del Bologna.
Nel 2004 ha firmato per il Prato, in Serie C1, ma si è dimesso dopo solo 4 giornate a seguito di altrettante sconfitte, in polemica con la società e il "gruppo storico" della squadra, che ha accusato di scarso impegno.
Nel 2005 e nella stagione 2006-2007 è stato il secondo di Renzo Ulivieri al Bologna, prendendo il posto di quest'ultimo quando è stato esonerato nell'aprile del 2007, a due mesi dalla fine della stagione.
Nel dicembre 2017 diventa il nuovo responsabile del settore giovanile dell'Empoli.

## Palmarès

### Giocatore

#### Club

##### Competizioni giovanili
- Torneo di Viareggio: 1

Fiorentina: 1982
- Campionato Primavera: 1

Fiorentina: 1982-1983

##### Competizioni nazionali
- Campionato italiano Serie C1: 2

Palermo: 1992-1993 (girone B)
Bologna: 1994-1995 (girone A)
- Coppa Italia Serie C: 2

Palermo: 1992-1993
Como: 1996-1997

##### Competizioni internazionali
- Coppa Mitropa: 1

Pisa: 1987-1988

#### Individuale
- Capocannoniere della Coppa Italia: 1

1985-1986 (9 gol)
- Capocannoniere della Coppa Mitropa: 1

1987-1988 (2 gol) a pari merito con Rocco Pagano, János Mózner e Daniele Bernazzani

### Allenatore
- Torneo di Viareggio: 1

Empoli: 2000